# L'Enfant de la rue
Pour plus de détails, voir Fiche technique et Distribution.
L'Enfant de la rue (Cortile) est un melodramma strappalacrime italien réalisé par Antonio Petrucci et sorti en 1955.

## Synopsis
Rome, immédiatement après la Seconde Guerre mondiale. Nando, un jeune fils de la bourgeoisie capitoline, se retrouve en maison de correction pour vol. Après s'être échappé, il rejoint un groupe de jeunes hommes, employés dans une petite station-service des quartiers populaires, et les aide dans leur travail. Entre-temps, il se lie d'amitié avec Luigi, un musicien de rue âgé et érudit qui se produit dans des restaurants d'origine napolitaine. Le garçon évite sa mère, par honte pour ses vols passés, mais en attendant, il semble s'amender. Son ami Giulio, cependant, commet un vol de candélabres prestigieux, et Nando est accusé. Mais avec l'aide de Luigi, il parvient à prouver qu'il n'a rien à voir avec le vol et à se remettre en bons termes avec sa mère.

## Fiche technique
- Titre français : L'Enfant de la rue[1]
- Titre original italien : Cortile[2].
- Réalisation : Antonio Petrucci
- Scenario : Antonio Petrucci, Gino Visentini (it), Gaspare Cataldo (it)
- Photographie :	Augusto Tiezzi
- Montage : Alberto Verdejo
- Musique : Angelo Francesco Lavagnino
- Décors : Alfredo Montori (it)
- Production : Fortunato Misiano
- Société de production : Romana Film (it)
- Société de distribution : Siden Film (Italie)
- Pays de production :  Italie
- Langue originale : italien
- Format : Noir et blanc - 1,37:1 - Son mono - 35 mm
- Durée : 90 minutes
- Genre : Melodramma strappalacrime
- Dates de sortie :
  - Italie : 27 décembre 1955
  - France : 22 mars 1959[1]

## Distribution
- Eduardo De Filippo : sor Luigi
- Georges Poujouly : Nando
- Marisa Merlini : la mère de Nando
- Nando Bruno : sor Amedeo
- Massimo Carocci : Giulio
- Anita Durante : sora Gertrude
- Peppino De Filippo : comptable Gargiulo
- Ada Mari : la grand-mère de Nando
- Guido Martufi : Gigetto